# Campionats del món de ciclisme de muntanya de 1993
Els Campionats del món de ciclisme de muntanya de 1993 van ser la 4a edició dels Campionats del món de ciclisme de muntanya organitzats per la Unió Ciclista Internacional. Les proves tingueren lloc del 17 i 18 de setembre de 1993 a Métabief (Doubs) al França.

## Resultats

### Camp a través
| Proves  | Or                   | Plata                  | Bronze                    |
| Masculí | Henrik Djernis (DEN) | Marcel Gerritsen (SUI) | Jan Erik Ostergaard (DEN) |
| Femení  | Paola Pezzo (ITA)    | Jeannie Longo (FRA)    | Ruthie Matthes (USA)      |

### Descens
| Proves         | Or                           | Plata                   | Bronze               |
| Masculí        | Mike King (USA)              | Paolo Caramellino (ITA) | Myles Rockwell (USA) |
| Femení         | Giovanna Bonazzi (ITA)       | Kim Sonier (USA)        | Missy Giove (USA)    |
| Masculí júnior | Nicolas Vouilloz (FRA)       | Marcus Klausman (GER)   | Karim Amour (FRA)    |
| Femení júnior  | Anne-Caroline Chausson (FRA) | Nolvenn Le Caër (FRA)   | Helen Mortimer (GBR) |

## Medaller
| Pos.  | País         | Or | Plata | Bronze | Total |
| 1     | França       | 2  | 2     | 1      | 5     |
| 2     | Itàlia       | 2  | 1     | 0      | 3     |
| 3     | Estats Units | 1  | 1     | 3      | 5     |
| 4     | Dinamarca    | 1  | 0     | 1      | 2     |
| 5     | Alemanya     | 0  | 1     | 1      | 2     |
| 6     | Suïssa       | 0  | 1     | 0      | 1     |
| Total | Total        | 6  | 6     | 6      | 18    |